# Arnold Risch
Arnold Risch (* 1. Juli 1890 in Hamburg, Deutsches Reich; † Mai 1979 in Hamburg) war ein deutscher Vortragskünstler und Autor humoristischer Werke in niederdeutscher (plattdeutscher) und hochdeutscher Sprache sowie Schauspieler und Hörspielsprecher.

## Leben und Wirken
Der Hamburger Arnold Risch stand bereits mit 15 Jahren auf niederdeutschen Bühnen, wo die plattdeutsche Sprache und das Hamburger „Missingsch“ gepflegt wurden. 1920 beteiligte er sich an der Gründung der Niederdeutschen Bühne Hamburg e. V., dem späteren Ohnsorg-Theater. Er spielte fortan auf Platt- wie auf Hochdeutsch und machte sich durch heitere Vorträge vor einem norddeutschen Theaterpublikum einen Namen. Nebenbei trat Risch zu Beginn der 1920er Jahre auch in einigen wenigen Stummfilmen der einzigen in der Hansestadt beheimateten Produktionsfirma, der Vera-Filmwerke, auf und konzentrierte sich 1924 obendrein auch auf sein literarisches Werk. 1925 stieß er zur Niederdeutschen Funkbühne, der Nordischen Rundfunk AG, für die er als Sprecher agierte und ebenfalls plattdeutsche Programme bereithielt.
Nach dem Zweiten Weltkrieg kehrte Arnold Risch mit kleinen Rollen kurzzeitig in Hamburger Filmproduktionen vor die Kamera zurück und sprach noch in einigen Hörspielen, ehe er in späteren Jahren allmählich in Vergessenheit geriet.

## Veröffentlichungen (Auswahl)
- Dat lustige Arnold-Risch-Book. Verlag Köhler & Krüger, Hamburg 1924
- Und das freut ein' denn ja auch! Köhler, Hamburg, 1930
- Und man hat da auch was von! Lustiges zum Gedichtaufsagen mit Betonung. Hamburg: Köhler, 1932
- Was hab'n wir für'n sonnige Jugend. Köhler, Hamburg 1934
- Was for'n Ärger auf die Nacht. Köhler, Hamburg 1936
- De scharpe Eck. En Volksstück in 3 Törns. Verden, Mahnke-Verlag, 1948
- Und das bekommt ein' denn so gut!. Köhler, Hamburg 1952
- Humor frei Haus. Köhler, Hamburg 1957
- Auf Helgoland ist alles anders. Köhler, Hamburg 1959
- In Schule. Köhler, Hamburg 1961
- Nach Schule brauch ick balt nich meer! Köhler, Hamburg 1963
- Onkel Max is´ tot: Die besten Texte Hoch, Platt und Missingsch. Hamburg: Quickborn-Verlag, 2001

## Filmografie
- 1921: Ebbe und Flut
- 1921: Aus der Jugendzeit
- 1922: Mabel und ihre Freier
- 1947: Film ohne Titel
- 1949: Derby
- 1949: Hafenmelodie

## Hörspiele (Auswahl)
- 1924: Roderich Benedix: Dr. Wespe. Lustspiel (Adam, Wespes Aufwärter) – Regie: Hermann Beyer (Sendespiel (Hörspielbearbeitung) – NORAG)
- 1925: Erich Hagemeister: Ulenspegel. Hans-Bunken-Spill in 3 Uptög (Bernhard Ruge, Grotknecht (24 Johr)) – Regie: Nicht angegeben (Sendespiel (Hörspielbearbeitung) – NORAG)
- 1926: Ernst Elias Niebergall: Herr Bummerlunder (Datterich in niederdeutscher Sprache) (Fritz Preßkopp, Slachtermeister) – Regie: Hans Böttcher (Sendespiel (Hörspielbearbeitung) – NORAG)
- 1926: Hermann Boßdorf: Kramer Kray. Nedderdütsche Komödie in fiev Akten (Hein Kohrs, Krays Husknecht) – Regie: Hans Böttcher (Sendespiel (Hörspielbearbeitung) – NORAG)
- 1926: Gustav Möhring: Dusenddüwelswarf. Drama in fiev Optög (Markus Rann) – Regie: Hans Böttcher (Sendespiel (Hörspielbearbeitung) – NORAG)
- 1949: Wilfried Wroost: Wrack. Volksstück in veer Törns (Karl Pieplow, Kontorbote) – Regie: Hans Freundt (Mundart-Hörspiel – NWDR Hamburg)
- 1949: Paul Schurek: Silvester oder Bullenkopp un Stint. Eine unbedingt zeitnahe Komödie (Kruse, Bullenkopps Fründ) – Regie: Hans Freundt (Hörspielbearbeitung, Mundarthörspiel – NWDR Hamburg)
- 1950: Willy Krogmann: Till Ulenspegel. En Spill in fiew Stremels – Regie: Hans Freundt (Hörspielbearbeitung, Mundarthörspiel – NWDR Hamburg)
- 1950: Rudolf Kinau: Gorch Fock – Söbentig Joahr (Hamburger) – Regie: Hans Freundt (Mundarthörspiel – NWDR Hamburg)